# Андре Клаво
Андре Клаво (фр. André Claveau; Париз, 17. децембар 1915 — Брасак, 4. јул 2003) био је француски певач и глумац. Био је активан од 40-их до 60-их година 20. века.
Био је победник на Песми Евровизије 1958. са песмом Dors mon amour.

## Почетак каријере
Андре Клаво је рођен у Паризу 17. децембра 1911. године. Он је једини син таписерије, Марсела Десире Клавоа и Сузане Лебарз.
Радио је као графички дизајнер и дизајнер накита, правио је сценографију, као и плакате емисија.
Певачку каријеру почео је 1936. године, када је учествовао на аматерском такмичењу под називом "Premières chances" у организацији париске радио станице. Победио је са песмом "Chez moi". Придружује се пијанисту и композитору Алеку Синиавину, који ће га пратити у касније сниманим емисијама.
Слава му се нагло повећала за време окупације, 1942. године. Његов глас и његова харизма омогућавају му да постане водитељ разних емисија на "Радио Париз".

## Каријера
После ослобођења, Клаво је био забрањен током две године, због својих активности током рата. Након тога поново постаје водитељ многих емисија, али му певачка каријера постаје успешнија. Добио је надимак "Принц шармантне шансоне" и постаје један од најпознатијих француских певача свог времена. Његове најпознатије песме су биле "Marjolaine" и "Deux petits chaussons".
Чарли Чаплин је рекао за Клавоа да га подсећа на Бинг Кросбија.
Од 1947. до 1955. појављује се у многим филмовима у којима пева своје најуспешније хитове.

## Песма Евровизије
Победио је на француском националном избору за Песму Евровизије 1958. са песмом "Dors, Mon Amour". У среду, 12. марта 1958. године, у Хилверсуму, у Холандији, Андре представља Француску на такмичењу за Песму Евровизије. Постао је трећи победник, а први мушки певач који је победио на Песми Евровизије. Са песмом "Dors, Mon Amour" освојио је 27 бодова, само 3 бода више од другопласиране Лис Асије.

## Пензионисање и смрт
Доласком нових жанрова у Француској, његова популарност се сманјује. Све у свему, његов крај каријере такође означава крај једне ере за француску музику. Крајем шездесетих, Андре Клаво је одлучио да оконча своју каријеру. Он се тада повукао из медија. Више се није појављивао у јавности.
Андре Клаво је умро од церебралне емболије, 4. јула 2003. Сахранјен је у Брасаку.

## Филмографија
- Le destin s'amuse
- Les vagabonds du rêve
- Cœur-sur-Mer
- Pas de vacances pour Monsieur le Maire
- Les surprises d'une nuit de noces
- Un jour avec vous
- Rires de Paris
- Saluti e baci
- French Cancan
- Prisonniers de la brousse